# Paul Simon (músico británico)
Éste músico no tiene nada que ver con el famoso guitarrista norteamericano Paul Simon
Paul Simon, nacido en Halifax, Yorkshire, Inglaterra, en 1950 se inició en el mundo de la música al lado de su hermano menor Robin en su tierra natal.
Durante sus estadías en diferentes bandas de Halifax, él y su hermano Robin conocieron a Billy Currie, futuro miembro de Ultravox. 
En los años 70, Limmie Snell (Limmie and the Family Cookin') lo llama a él y a su hermano a integrar Limmie Funk Limited, con quienes recorren el Reino Unido.
Para 1976, se encontraba en Londres, ya centro de la escena punk. Billy Currie lo llamó (y también a su hermano Robin) a conocer a Ian North, un músico estadounidense que había contribuido al nacimiento del punk en su país con su banda Milk 'N' Cookies. Los hermanos Simon y North formaron Radio junto a Martin Gordon de John's Children, Sparks y Jet. Radio se transformaría en Neo.
Luego, Paul se separó de Robin, formando parte de Radio Stars (durante mediados de 1977), Girls At Our Best, The Fallout Club (al lado de Thomas Dolby) y Cowboys International.
En la década de 1980 trabajó en producción con Paul McCartney y Fiachra Trench.
A comienzos de la década de 1990, se juntó a su amigo Glen Matlock en las bandas The Mavericks y The Philistines y trabajó con John Foxx y Sue Rachel. 
En 2003 formó junto a su hermano Robin un proyecto experimental llamado Ajanta Music.